# Campeonato Femenino Sub-20 de la Concacaf de 2006
El Campeonato Femenino Sub-20 de la Concacaf de 2006 fue la III edición de este torneo, disputada en México, los tres primeros lugares consiguieron la clasificación a la Copa Mundial Femenina de Fútbol Sub-20 de 2006.

## Sedes
| Córdoba                      | Veracruz                     |
| ---------------------------- | ---------------------------- |
| Estadio Rafael Murillo Vidal | Estadio Luis "Pirata" Fuente |
| Capacidad: 3,900             | Capacidad: 30,000            |
|                              |                              |

## Participantes
Participaron las diez selecciones nacionales de fútbol afiliadas a la Concacaf, divididas en dos grupos:
| Equipos participantes | Equipos participantes | Equipos participantes | Equipos participantes | Equipos participantes |
| --------------------- | --------------------- | --------------------- | --------------------- | --------------------- |
| Panamá                | Canadá                | México                | Trinidad y Tobago     |                       |
| Jamaica               | El Salvador           | Surinam               | Estados Unidos        |                       |

## Resultados[1]
Los horarios corresponden a la hora de México (UTC-6).

### Primera fase

#### Grupo A
| Equipo            | Pts | PJ | PG | PE | PP | GF | GC |
| ----------------- | --- | -- | -- | -- | -- | -- | -- |
| Canadá            | 9   | 3  | 3  | 0  | 0  | 16 | 3  |
| México            | 6   | 3  | 2  | 0  | 1  | 14 | 3  |
| Trinidad y Tobago | 3   | 3  | 1  | 0  | 2  | 4  | 10 |
| Panamá            | 0   | 3  | 0  | 0  | 3  | 1  | 19 |

| 18 de enero de 2006 | Canadá                                                                                 | 7:1 (4:0) | Trinidad y Tobago    | Estadio Luis "Pirata" Fuente, Veracruz, México |                       |
|                     | - Collison 17' - Maranda 24' - Jamani 29' - Robinson 36' - Kyle 78' - Sleiman 82', 90' |           | - 59' (pen.) Douglas | Árbitra: Arlene Troya                          | Árbitra: Arlene Troya |

| 18 de enero de 2006 | México | 10:0 (3:0) | Panamá | Estadio Luis "Pirata" Fuente, Veracruz, México |                                |
|                     | - Corral 18' (pen.), 36', 54', 64' - Nieva 30', 72' - Ocampo 52' - Mendoza 74' - Morales 78' - Valdez 86' | Reporte    |        | Árbitra: Dianne Ferreira-James                 | Árbitra: Dianne Ferreira-James |

| 20 de enero de 2006 | Panamá | 0:6 (0:3) | Canadá                                                   | Estadio Luis "Pirata" Fuente, Veracruz, México |                                |
|                     |        |           | - 8', 49' Jamani - 18', 62', 68' Robinson - 28' Hingwing | Árbitra: Dianne Ferreira-James                 | Árbitra: Dianne Ferreira-James |

| 20 de enero de 2006 | México                    | 2:0 (2:0) | Trinidad y Tobago | Estadio Luis "Pirata" Fuente, Veracruz, México |                          |
|                     | - Morales 9' - Corral 18' |           |                   | Árbitra: Sandra Serafini                       | Árbitra: Sandra Serafini |

| 22 de enero de 2006 | Trinidad y Tobago             | 3:1 (2:0) | Panamá          | Estadio Luis "Pirata" Fuente, Veracruz, México |                          |
|                     | - Atthin-Johnson 6', 45', 69' |           | - 80' Rodriguez | Árbitra: Sandra Serafini                       | Árbitra: Sandra Serafini |

| 22 de enero de 2006 | México                           | 2:3 (1:2) | Canadá                       | Estadio Luis "Pirata" Fuente, Veracruz, México |                                |
|                     | - Ocampo 23' (pen.) - Corral 79' |           | - 1' Lang - 17', 48' Schmidt | Árbitra: Dianne Ferreira-James                 | Árbitra: Dianne Ferreira-James |

#### Grupo B
| Equipo         | Pts | PJ | PG | PE | PP | GF | GC |
| -------------- | --- | -- | -- | -- | -- | -- | -- |
| Estados Unidos | 9   | 3  | 3  | 0  | 1  | 13 | 1  |
| Jamaica        | 6   | 3  | 2  | 0  | 1  | 13 | 5  |
| El Salvador    | 3   | 3  | 1  | 0  | 2  | 4  | 8  |
| Surinam        | 0   | 3  | 0  | 0  | 3  | 0  | 16 |

| 19 de enero de 2006 | El Salvador                     | 3:0 (1:0) | Surinam | Estadio Rafael Murillo Vidal, Córdoba, México |                             |
|                     | - Cardona 37', 63' - Campos 72' |           |         | Árbitra: Quetzalli Alvarado                   | Árbitra: Quetzalli Alvarado |

| 19 de enero de 2006 | Estados Unidos                                       | 4:1 (1:0) | Jamaica     | Estadio Rafael Murillo Vidal, Córdoba, México |                        |
|                     | - DiMartino 38' - Rodriguez 45+1' - Holiday 70', 80' |           | - 75' Soman | Árbitra: Shane Desilva                        | Árbitra: Shane Desilva |

| 21 de enero de 2006 | Jamaica                             | 3:1 (0:0) | El Salvador  | Estadio Rafael Murillo Vidal, Córdoba, México |                       |
|                     | - Reid 51' - Davis 53' - Parker 56' |           | - 71' Campos | Árbitra: Arlene Troya                         | Árbitra: Arlene Troya |

| 21 de enero de 2006 | Surinam | 0:4 (0:2) | Estados Unidos                                     | Estadio Rafael Murillo Vidal, Córdoba, México |                               |
|                     |         |           | - 6' Rodriguez - 25' Long - 54' Poach - 63' O'Hara | Árbitra: Veronica Brito Brito                 | Árbitra: Veronica Brito Brito |

| 23 de enero de 2006 | Jamaica                                                                                       | 9:0 (5:0) | Surinam | Estadio Rafael Murillo Vidal, Córdoba, México |                               |
|                     | - Duncan 15' - Jarsky 30' (a.g.) - K. Reid 32', 80' - Parker 36', 78' - V. Reid 37', 53', 90' |           |         | Árbitra: Veronica Brito Brito                 | Árbitra: Veronica Brito Brito |

| 23 de enero de 2006 | Estados Unidos                                  | 5:0 (2:0) | El Salvador | Estadio Rafael Murillo Vidal, Córdoba, México |                        |
|                     | - Holiday 28', 31' - Dew 43' - Rostedt 58', 78' |           |             | Árbitra: Shane Desilva                        | Árbitra: Shane Desilva |

### Fase Final
|  | Semifinales         | Semifinales         |   |        | Final               | Final               |  |
|  | 24 de enero de 2006 | 24 de enero de 2006 |   |        | 26 de enero de 2006 | 26 de enero de 2006 |  |
|  |                     |                     |   |        |                     |                     |  |
|  |                     |                     |   |        |                     |                     |  |
|  | Canadá              | 2                   |   |        |                     |                     |  |
|  | Jamaica             | 1                   |   |        |                     |                     |  |
|  |                     |                     |   |        |                     |                     |  |
|  |                     |                     |   |        |                     |                     |  |
|  |                     |                     |   |        | Canadá              | 2                   |  |
|  |                     | Estados Unidos      | 3 |        |                     |                     |  |
|  |                     |                     |   |        |                     |                     |  |
|  |                     |                     |   |        |                     |                     |  |
|  |                     |                     |   |        | Tercer lugar        |                     |  |
|  |                     |                     |   |        |                     |                     |  |
|  | Estados Unidos      | 3                   |   | México | 4                   |                     |  |
|  | México              | 0                   |   |        | Jamaica             | 1                   |  |

#### Semifinal
| 25 de enero de 2006 | Canadá                         | 2:1 (1:0) | Jamaica             | Estadio Luis "Pirata" Fuente, Veracruz, México |                       |
|                     | - Iacchelli 45' - Collison 71' | Reporte   | - 65' Kimmia Parker | Árbitra: Arlene Troya                          | Árbitra: Arlene Troya |

| 25 de enero de 2006 | Estados Unidos                   | 3:0 (1:0) | México | Estadio Luis "Pirata" Fuente, Veracruz, México |                         |
|                     | - Brock 21', 71' - Rodriguez 59' | Reporte   |        | Árbitra: Walter Quesada                        | Árbitra: Walter Quesada |

#### Tercer puesto
| 27 de enero de 2006 | México                                                 | 4:1 (1:1) | Jamaica       | Estadio Luis "Pirata" Fuente, Veracruz, México |                                |
|                     | - Murray 19' (a.g.) - Gandarilla 47' - Corral 68', 90' | Reporte   | - 33' V. Reid | Árbitra: Dianne Ferreira-James                 | Árbitra: Dianne Ferreira-James |

#### Final
| 27 de enero de 2006 | Estados Unidos                             | 3:2 (1:0) | Canadá                      | Estadio Luis "Pirata" Fuente, Veracruz, México |                        |
|                     | - Rodriguez 8' - Rostedt 72' - Holiday 81' | Reporte   | - 56' Jamani - 60' Robinson | Árbitra: Shane Desilva                         | Árbitra: Shane Desilva |

|                                    |
| Bandera de Estados Unidos          |
| Campeón Estados Unidos 1.er título |

## Clasificados
| Estados Unidos | Canadá | México |

## Goleadoras
| Jugador                   | Selección         | Goles |
| ------------------------- | ----------------- | ----- |
| Charlyn Corral            | México            | 8     |
| Lauren Holiday            | Estados Unidos    | 5     |
| Jodi-Ann Robinson         | Canadá            | 5     |
| Amy Rodriguez             | Estados Unidos    | 4     |
| Aysha Jamani              | Canadá            | 4     |
| Kimmia Parker             | Jamaica           | 4     |
| Venicia Reid              | Jamaica           | 4     |
| Maylee Atthin-Johnson     | Trinidad y Tobago | 3     |
| Kenesha Reid              | Jamaica           | 3     |
| Jessica Rostedt           | Estados Unidos    | 3     |
| Patricia Elizabeth Campos | El Salvador       | 2     |
| Patricia Gabriela Carona  | El Salvador       | 2     |
| Lisa Collison             | Canadá            | 2     |
| Tania Morales             | México            | 2     |
| Christine Nieva           | México            | 2     |
| Mónica Ocampo             | México            | 2     |
| Sophie Schmidt            | Canadá            | 2     |
| Reanner Sleiman           | Canadá            | 2     |
| Omolyn Davis              | Jamaica           | 1     |
| Caroline Dew              | Estados Unidos    | 1     |
| Christina DiMartino       | Estados Unidos    | 1     |
| Aveann Douglas            | Trinidad y Tobago | 1     |
| Shakira Duncan            | Jamaica           | 1     |
| Nancy Gandarilla          | México            | 1     |
| Eden Hingwing             | Canadá            | 1     |
| Selenia Iacchelli         | Canadá            | 1     |
| Kaylyn Kyle               | Canadá            | 1     |
| Kara Lang                 | Canadá            | 1     |
| Allie Long                | Estados Unidos    | 1     |
| Veronique Maranda         | Canadá            | 1     |
| Rebeca Méndez             | México            | 1     |
| Kelley O'Hara             | Estados Unidos    | 1     |
| Amanda Poach              | Estados Unidos    | 1     |
| Joan Rodriguez            | Panamá            | 1     |
| Peta-Gaye Soman           | Jamaica           | 1     |
| Isabel Valdez             | México            | 1     |